# Laganosuchus
Laganosuchus ist eine Gattung der Stromatosuchidae aus der Gruppe der Crocodylia. Vertreter der Gattung lebten vor 100–95 Mio. Jahren im heutigen Niger und Marokko. Laganosuchus wurde auch unter seinem Spitznamen „PanCakeCroc“ bekannt, der sich auf die Form seines Kiefers bezieht. Sereno und Larsson beschrieben diese Gattung 2009 und benannten 2 Arten: die Typusart, L.thaumastos und L.maghrebensis.

## Beschreibung
Laganosaurus konnte bis zu 6 Meter lang werden und war damit etwas größer als ein neuzeitliches Leistenkrokodil. Ein besonders auffälliges Merkmal von Laganosuchus war der flache, lange und dünne Kiefer, der der Gattung den Spitznamen „PanCakeCroc“ einbrachten. Die Zähne waren spitz und gerade. Insgesamt hatte der Unterkiefer von Laganosuchus eine Länge von über 83 Zentimetern. Aus jedem Zahnbein waren die ersten Zähne nach vorne geneigt. Sie ragten unter anderen Zähnen an dem Zwischenkieferbein wahrscheinlich aus dem Kiefer heraus. Zwischen allen Alveolen bildet der dorsale Rand jeder Alveolarreihe eine Art Kamm, was auf ineinander greifende Zähne hinweist. Dies wäre ein Vorteil auf der Jagd nach glitschigen Beutetieren, welche Laganosaurus so mit seinen spitzen, geraden und ineinander greifenden Zähnen festhalten konnte. Des Weiteren ist der Kiefer von Laganosuchus an der Schnauzenspitze rund, wodurch sich der Oberkiefer in der Form deutlich von den Kiefern rezenter Krokodile unterscheidet. Wie diese besaß Laganosuchus recht kurze Beine.

## Paläobiologie
Laganosuchus besaß spitze und gerade Zähne, was auf eine piscivore (fischfressende) Lebensweise hindeutet. Paul Sereno vermutet, dass Laganosuchus oftmals stundenlang regungslos mit geöffnetem Maul im Wasser lag, wo er darauf wartete, dass Beutetiere wie Fische zwischen die Kiefer gerieten. In diesem Fall schloss Laganosuchus sofort sein Maul und schlang die Beute herunter. Ähnlich wie bei Krokodilen heute ist es wahrscheinlich, dass Laganosuchus kein extrem aktives Tier war. Wie diese verbrauchte Laganosuchus wohl nur wenig Energie.

## Paläoökologie
Laganosuchus wurde in der Kem-Kem-Gruppe gefunden, welche in der frühen Oberkreide während des Cenomaniums abgelagert wurde. Zur damaligen Zeit bestand das Gebiet, welches sich auf dem Gebiet des heutigen Nordafrika befindet, vor allem aus Sumpflandschaften. Auch verschiedene Dinosaurier waren in diesem Gebiet weit verbreitet, beispielsweise verschiedene Vertreter der Abelisauridae. Es ist anzunehmen, dass einige große Theropoden, beispielsweise Spinosaurus, gelegentlich auch Laganosuchus gejagt haben. 